# Tsghuk
Tsghuk (en arménien Ծղուկ ; anciennement Borisovka et Murkuz) est une communauté rurale du marz de Syunik en Arménie. En 2011, elle compte 450 habitants.

## Géographie

### Situation
Tsghuk est située à 25 km de Sisian et à 123 km de Kapan, la capitale régionale.

### Topographie
L'altitude moyenne de Tsghuk est de 2 220 m.

### Hydrographie
Tsghuk est située sur la rive orientale du réservoir Spandaryan.

### Territoire
La communauté couvre 10 415 hectares, dont :
- 9 692 ha de terrains agricoles ;
- 26 ha de terrains industriels ;
- 6 ha alloués aux infrastructures énergétiques, de transport, de communication, etc. ;
- 1 ha d'aires protégées ;
- 480 ha d'eau[4].

## Politique
Le maire (ou plus correctement le chef de la communauté) de Tsghuk est depuis 2005 Mesrop Amirjanyan, membre du Parti républicain d'Arménie.
| Début | Fin      | Nom               | Parti                       |
| ----- | -------- | ----------------- | --------------------------- |
| 2005  | 2008     | Mesrop Amirjanyan | Parti républicain d'Arménie |
| 2008  | 2012     | Mesrop Amirjanyan | Parti républicain d'Arménie |
| 2012  | En cours | Mesrop Amirjanyan | Parti républicain d'Arménie |

## Économie
L'économie de la communauté repose principalement sur l'agriculture.

## Démographie
| 2001 | 2008 | 2011 |
| ---- | ---- | ---- |
| 427  | 453  | 450  |